# グリーンランタン
グリーンランタン（英: Green Lantern）は、DCコミックスの出版するアメリカン・コミックスのタイトル、及び架空のスーパーヒーローの名称。

## 概要
初代グリーンランタンは、『オール・アメリカン・コミックス』誌16号（1940年）でデビューした。地球人だけでも8人が存在しており、宇宙全体では3600人が任命されている。
数度の代替わりを経ているが、全てのグリーンランタンに共通する特徴として、「パワーリング」と呼ばれる特別な指輪を所有していることがあげられる。その指輪とそこから発せられるエネルギーは、使用者がそのコントロールを失わない限り、絶大なパワーをもたらしてくれる。
グリーンランタンになる条件を満たしていれば種族は問われず、例えば2029年の地球のグリーンランタンであるシロナガスクジラの Circa の様に、人間以外の動物や昆虫、病原菌、意思を持つ数列などのグリーンランタンも存在する。
シルバー・エイジにDCコミックスが立ち上げた人種差別や麻薬などの社会問題を意識的に取り上げたコミックシリーズで、弓術の達人グリーンアローと二代目グリーンランタンのコンビが主人公となった。グリーンランタンはこのシリーズ企画で人気キャラクターとなったが、続いて展開された単独タイトルではSF色をより強くし、宇宙的なテーマを扱うようになった。

## 初代グリーンランタン

### 人物
本名：アラン・スコット (Alan Wellington Scott)。白人男性。
→センチネル
緑の炎を放つ隕石となって地球に墜落した、スターハートの破片から削り出された「生命のランタン」の力で、列車事故から命を救われた若き鉄道技師アラン・スコットは、その導きにしたがって魔法のリングとコスチュームを製作し、グリーンランタンと名乗ってクライムファイター（犯罪者退治専門のヒーロー）になる。

### 特徴
- 胸に緑のランタンマークをつけた赤いコスチューム
- 緑のタイツと赤いブーツ
- 緑色のマント
- 目を隠す緑色のアイマスク
- 左手の中指にはめた緑色のパワーリング

パワーリングを通して魔力の結晶スターハートにアクセスし、その魔力を使うことが出来る。魔力はパワーリングから放射される緑色の光として発現し、使用者の意志力を具現化させる。ビーム状に投射したり、ソリッドライト（固形の光）として使用者が念じたとおりの物体を組み上げることもできる。弱点は、木で出来た物質に対してはリングの魔力は無効化されることと、リングに蓄えられた魔力には限りがあり、24時間毎にランタンに接触させて魔力をチャージする必要があることの二つ。
女性ヴィラン、ソーン（Thorn）との間にジェニファーとトッドの双子をもうけた（このふたりは長じてそれぞれジェイド（Jade)、オブシディアン（Obsidian）を名乗り、ヒロイン／ヒーローとしてデビューする）。
『ゼロ・アワー』（Zero Hour）事件で魔力のパワーリングを破壊されたアランは、グリーンランタンの称号をカイル・ライナー（五代目グリーンランタン）に譲って引退を決意する。しかし、自身の体内にスターハートの魔力の一部が残存していることに気付き、センチネルと改名してヒーローに復帰する。
その後、何者かに誘拐された娘ジェニーを探すセンチネル（アラン）は、悪しき存在と化したスターハートと遭遇。ジェニーを救うために自身の能力をスターハートに返上する。そのため、魔力によって維持していた若さを失って急速に老化して倒れる。しかし、スターハートを騙してその魔力にアクセスしたジェニーによって復活し、スターハートは倒された（『ハート・オブ・ダークネス』（Heart of Darkness）事件）。

### ガーディアンズ・二代目以降との関係
初代ランタン・アランと二代目ランタン・ハル以降が所属するコァのガーディアンズとは無関係に思われがちだが、実は大いに関係がある。
初代・アランが使用するパワーリングとランタンは実はガーディアンズが製造したコァのパワーリングとパワーバッテリー。エネルギー源は違えど金型はハルたちが使用しているものと同じである。
アビン・サー以前に地球を含むセクター2814のランタンはそのパワーを悪用し蛮行を重ねたためガーディアンズによって処刑される。パワーリングとパワーバッテリーは宇宙を彷徨ううちにスターハートの破片と接触、緑の炎を放つ隕石となって地球へ落下する。そしてアラン・スコットの手に渡る。
アラン・スコットは名誉メンバーとしてグリーンランタン・コァの一員となっていた時期がある。しかし、センチネルに名を改めたことでランタンの名を返上しコァを除隊している。
過去の設定では初代と二代目は完全に無関係であった。
1960〜1970年代当時のDCコミックスは多次元宇宙を展開しており、初代はアース2、二代目はアース1のヒーローであった。初代のいるアース2にはガーディアンズは存在しないことになっている。しかし、大型クロスオーバー「クライシス」で多次元宇宙は一つに統一され上記の設定に変更された。

## 二代目グリーンランタン

### 人物
本名：ハル・ジョーダン (Harold "Hal" Jordan)。白人男性。
→パララックス（Parallax）
→パララックススペクター（Parallax Spectre）
→グリーンランタン、パララックス、スペクターの3者へ分離
地球を含むセクター2814のグリーンランタンとして活動中だった赤い肌の異星人アビン・サー（Abin Sur）は敵との戦いで重傷を負い、地球に不時着する。瀕死の彼は自分のパワーリングに、グリーンランタンの称号を受け継ぐに相応しい人間を捜すように命令する。
パワーリングの緑の輝きはコーストシティに住むテストパイロット、ハル・ジョーダンを選び出し、アビン・サーの元へ召還した。アビン・サーの意志を継いだジョーダンは、地球人初のグリーンランタン・コァ隊員として、地球の、そしてセクター2814の平和を守るための戦いに身を投じる。

### 特徴
- 胸に白地に緑のランタンマーク
- 首から下の全身を覆う緑と黒のボディースーツ
- 緑色のブーツ
- 目を覆う緑色のアイマスク
- 白い手袋
- 右手の中指にはめた緑色のパワーリング

武器は、エネルギーを投射するパワーリング。エネルギー源は惑星オアに設置されたセントラル・パワーバッテリーで、ランタンに似たパワーバッテリーを通じて、セントラル・パワーバッテリーにアクセスしてエネルギーをチャージする。
このエネルギーは緑色の光として発現し、その威力は使用者の意志力に比例する。ビーム状に投射したり、ソリッドライトとして使用者が念じたとおりのありとあらゆるもの（バリア・火器を含む武器類、馬やドラゴンなどの騎獣、クレーンやハンマーなどの重機類など）を仮想的に実体化させられる。また、超光速で宇宙を飛ぶ飛行能力を与え、他の隊員とのテレパシー通信を可能とする。
弱点は、黄色の物質に対しては効き目がないこと、リングのエネルギーはチャージしてから24時間で切れ、パワーバッテリーと接触させて再度エネルギーをチャージする必要があることの二つ。ただし、24時間以内ならば、リングのエネルギーは使用者の意志力が続く限り無尽蔵に引き出すことができる。
スーパーマンに恨みを持つヴィランであるハンク・ヘンショウと異星人モングルによって生まれ故郷のコーストシティを破壊されてしまったハルは、パワーリングの力を使ってコーストシティとそこに住む愛する人々を甦らせようとする。しかしガーディアンズは、ハルが私利私欲のためパワーリングの力を使ったと判断し、彼を更迭しようとした。
この処置に納得できないハルは、惑星オアへ赴き、セントラル・パワーバッテリーを奪取しようとする。ガーディアンズは、他のグリーンランタン・コァを差し向けてハルを止めようとするが、狂気に突き動かされたハルにかなうものは無く、次々と倒されてパワーリングを奪われていく。最後の手段として幽閉から解放された宿敵シネストロとの決戦にも勝利したハルは、ついにセントラル・パワーバッテリーを掌握し、狂気のグリーンランタン・生きたパワーリングこと魔人パララックス（Parallax）へと変貌する。
パララックスがセントラル・パワーバッテリーのエネルギーを吸収しつくしたことによって、ガーディアンズは全滅する。唯一、生き残ったのは、ガンセット（Ganthet）というガーディアンだけだった（『エメラルド・トワイライト』（Emerald Twilight）事件）。
その後パララックスは、『クライシス』（Crisis）事件で生じた時空エネルギーを用いて、「すべての悪と不条理を消すため、宇宙をゼロから作り直す」ことを画策。時空魔人エクスタントを操り、悲劇の原因となった時間をリセットしようとして『ゼロ・アワー』事件を引き起こす。
しかし、恒星を喰らうガス状宇宙怪獣サンイーターが太陽系に襲来した『ファイナルナイト』（Final Night）事件で、自らの命と引き換えにサンイーターを倒して息絶える。
いったん死亡したハルだが、『デイ・オブ・ジャッジメント』（Day of Judgment）事件をきっかけに、復讐の精霊スペクター（Spectre）と合一して復活。新たなスペクターとして現世を守護していた。
実はセントラルバッテリーの中には太古より、「パララックス」という超古代の（この宇宙に知性体が誕生した瞬間に生まれた）怪物が、ガーディアンたちによって封印されていた。パララックスは“恐怖”を具現化した怪物であり、黄色で象徴されていた。このため、セントラルバッテリーに黄色の不純物が紛れ込むようになり、グリーンランタンの力は黄色には効かないという弱点が発生したようである。
グリーンランタンは定期的にセントラルバッテリーからエネルギーをチャージするが、その接触を通して目覚めたパララックスはグリーンランタンの心と接触をもつ方法を見出し、最強の戦士であるハルに徐々に恐怖を植えつけていった。
先述の『エメラルド・トワイライト』事件においてのハルの狂乱もここに一因があり、更にセントラルバッテリーを自らに取り込むことで、その中のパララックスまでもを自身に取り込むこととなったハルは、魔人パララックスとなったのである。
スペクターはこれらの事実を知った上で、ハルの中のパララックスを消滅させることを目的として、ハルを宿主として選び合体したのだが、逆にパララックスに乗っ取られてしまう。
こうして復活を遂げた魔人パララックスは、ガンセット、ガイ・ガードナー（四代目グリーンランタン）、ジョン・スチュアート（三代目グリーンランタン）ら歴代のグリーンランタンや地球の他のヒーローたちと激闘を繰り広げるが、彼らを圧倒する。
その最中、魔人パララックスに異変が起こり、パララックス（本来の姿である黄色い怪物の姿）、ハル、そしてスペクターの3体に分離してしまう。
そしてハルの魂は、カイル・ライナー（五代目グリーンランタン）が宇宙の果てにある第3599区の惑星から持ち帰った魔人パララックスの亡骸と融合し、グリーンランタンとして復活する。
ハル、カイル、ジョン、ガイ、キロウォグの5人のグリーンランタンは力を合わせて怪物パララックスに立ち向かい、ついにパララックスを再びセントラルバッテリーに封印するのであった（「green lantern:Rebirth」事件)。
以降、スペクターはハルと分離したままとなり、ハルはグリーンランタンとしての状態を継続している。
ちなみに現在、彼の復活などにより二代目から五代目までとセクター2814には4人（コァの一員ではないが初代を含めると5人）ものグリーンランタンがいる。

#### 二代目グリーンランタンの映像作品
映画
『グリーン・ランタン』(2011年)
演 - ライアン・レイノルズ | 日本語吹替 - 松本保典
ドラマ
『Lanterns』(2026年)
演 - カイル・チャンドラー
アニメ
『ザ・バットマン』
第4シーズンの最終回に当たる「ジョイニングの襲来」（"The Joining"）でカメオ出演する。第5シーズンでは第59話「リングは誰の手に?」（"Ring Toss"）、第64-65話「消えたヒーローたち」（"Lost Heroes"）で登場。声はダーモット・マローニーが担当する（吹き替えは佐藤せつじ）。
『バットマン:ブレイブ&ボールド』
第10話「グリーンランタン隊の危機」（"The Eyes of Despero!"）でゲスト出演。同エピソードには、ガーディアンズ・オブ・ザ・ユニバース#キロウォグ、ノート、モゴ、そしてシネストロも主要キャラクターとして登場した。声はローレン・レスターが担当した。
『ヤング・ジャスティス』
ジョンやガイの2人と合わせて「グリーンランタン隊」という形で、ジャスティスリーグのメンバーとして登場する。
『グリーンランタン』
2012年のCGアニメ。
『DCスーパーヒーロー・ガールズ』
『ジャスティス・リーグ・アクション』

## 三代目グリーンランタン

### 人物
本名：ジョン・スチュワート(John Stewart)。アフリカ系アメリカ人男性。
元アメリカ海兵隊員。二代目グリーンランタンの予備として選ばれる。

### 特徴
コスチュームは、二代目グリーンランタンに準じる。
ハル・ジョーダンに代わって、セクター2814の正規隊員に昇格するが、グリーンランタン・コァは『エメラルド・トワイライト』事件で壊滅。
その後、宇宙警察ダークスターズに参加するが、ある事件でダークスターズが壊滅した際に重傷を負い、ヒーローを引退。
しかしその後復帰して、復活したコァの一員として活動している。

#### 三代目グリーンランタンの映像作品
ドラマ
『Lanterns』(2026年)
演 - アーロン・ピエール
アニメ
『ジャスティス・リーグ』
チーム唯一の黒人メンバーとして活躍している。ガーディアンズ、シネストロも登場。
元アメリカ海兵隊員という過去も、第22話「メタモーフォー PART 1」、第25話「歪められた過去 PART 2」などで語られている。
『ヤング・ジャスティス』
ガイやハルの2人と合わせて「グリーンランタン隊」という形で、ジャスティス・リーグのメンバーとして登場する。声はケビンマイケル・リチャードソンが担当。

## 四代目グリーンランタン

### 人物
本名：ガイ・ガードナー (Guy Gardner)。白人男性。
→ウォリアー
アビン・サーのパワーリングがハル・ジョーダン（二代目グリーンランタン）と同時に選んだもう一人の候補者。たまたまハルの方がアビン・サーの宇宙船に近かったために選ばれず、予備となる。ちょうどそのころ、事故で重傷を負ってしまい、ジョン・スチュワート（三代目グリーンランタン）に予備の座をゆずり渡す。
その後、ハル・ジョーダンが地球を離れているときの代理グリーンランタンに昇格するが、ガイがリングを充電しようとした際に故障していたパワーバッテリーが爆発し、異空間に吹き飛ばされる。後にハルによって救出されるが、脳に障害を負ってしまい植物人間になる、後に復帰した。一時レッドランタンに所属していたこともある。

### 特徴
- 黒のボディースーツ
- 緑色のジャケット（襟付き、袖なし、白地に緑のランタンマーク付き）
- 白いベルト
- 白い手袋
- 緑色のブーツ
- マッシュルームカットの頭髪

『クライシス・オン・インフィナイト・アースズ』（Crisis on Infinite Earths）事件の際に、ガーディアンズが彼を治療して改めてリングを与え、正規隊員に昇格させる。その後、セクター2814のグリーンランタンの座を巡ってハルと戦うが敗北し、リングを返上する。
だが、復帰の機会を狙っていた彼は、グリーンランタン・コァの仇敵であるシネストロの墓を暴いてイエロー・パワーリングを奪う。しかし、パララックスと化したハルとの戦いでそのリングも破壊されてしまう。
その後、彼が実は太古の昔に地球に飛来した身体変形能力を持つ異星人の血を引いていることが判明、身体各部を武器に変身させる能力に開花する（これによりウォリアーと改名）。
現在は再びリングを得てコァの一員として、おもに宇宙で活躍している。
四代目グリーンランタンの映像作品
映画
『スーパーマン』(2025年)
演 - ネイサン・フィリオン | 日本語吹替 - 東地宏樹
ドラマ
『ピースメイカー』(2025年)
演 - ネイサン・フィリオン
『Lanterns』（2026年）
演 - ネイサン・フィリオン
アニメ
『バットマン:ブレイブ&ボールド』
グリーンランタンが登場する話では、ガイが中心的に描かれる。声はジェームズ・アーノルド・テイラーが担当する（吹き替えは相馬幸人）。
『ヤング・ジャスティス』
ハルやジョンの2人と合わせて「グリーンランタン隊」という形で、ジャスティスリーグのメンバーとして登場する。

## 五代目グリーンランタン

### 人物
本名：カイル・ライナー (Kyle Rayner)。白人男性。
『エメラルド・トワイライト』事件により、グリーンランタン・コァは壊滅し、ガーディアンズも、ガンセットひとりを除いて死に絶えてしまった。ガンセットは、ハル・ジョーダンの持っていた破壊されたパワーリングを再生させ、地球へ赴く。
ガンセットはフリーのイラストレーターであるカイル・ライナーに再生リングを託し、宇宙最後のグリーンランタンに任命した。はじめは与えられた力の大きさに戸惑うカイルだったが、恋人のアレックスがヴィラン、メジャー・フォースに殺されたことを機に、リングの力とその責任を自覚する。

### 特徴
- 左胸に黒と緑で描かれた様式化されたランタンマーク
- 首から下の全身を覆う白と黒のボディースーツ
- 緑色のソリッドライトで出来たガントレット（手甲）とブーツ
- 目を覆う緑色のソリッドライト製のアーマー型アイマスク
- 右手の中指にはめた緑色のパワーリング

失われたセントラル・パワーバッテリーの破片から作られたパワーバッテリーを通じて、異次元のエネルギー源にアクセスし、リングにエネルギーをチャージする。
従来の弱点であった「黄色の物質に対する無効性」はガンセットにより取り除かれているが、先述したパララックス（Parallax）化の理由により、黄色の物質に多用してはならないとされている。
また24時間ごとにチャージする必要もなくなったが、リングにチャージされているエネルギーには限りがあり、残量が少なくなるとバッテリーと接触させて再チャージする必要がある。
元イラストレーターということもあって、ソリッドライトのデザインに長けており、多彩な武装や装置を具現化することが出来る。
五代目グリーンランタンの映像作品
アニメ
『スーパーマン』
登場エピソードが描かれた。ガーディアンズ、シネストロも登場。続編の『ジャスティス・リーグ』では、エピソード「消えた英雄」にてスーパーマンの葬式の参列者の中に紛れている。

## 六代目グリーンランタン

### 人物
本名：ジェニー・リン・ヘイデン。白人女性。初代グリーンランタン、アラン・スコットの娘。元は魔法系のスーパーヒロイン、ジェイド。
『エメラルド・ナイツ』（Emerald Knights）事件で、五代目グリーンランタンのカイルは、過去から来た二代目グリーンランタン（パララックスになる前のハル・ジョーダン）から、ある特別なパワーリングを託される。このリングは所持者の意志によってパワーリングを複製する機能をもっていた。カイルはこのリングを使ってグリーンランタン・コァを復活させようと考え、候補者を求めて宇宙へ旅立った。
彼が地球を離れている間、地球を守るグリーンランタンとして、また新生コァの最初のメンバーとして、最初の複製リングを渡されたのがジェニーである。

### 特徴
二代目グリーンランタンとほとんど同じボディースーツだが、アイマスクがないこと、手袋が白い長手袋になっていること、ブーツが白いことが異なる。
パワーリングのパワー以外に、植物を自由に操る魔力を持つ。

## 七代目グリーンランタン

### 人物
本名：サイモン・バズ(Simon Baz)。レバノン系アメリカ人男性。
車両窃盗とテロの容疑で逮捕されていたところに、シネストロのパワーリングに選ばれる。

## 八代目グリーンランタン

### 人物
本名：ジェシカ・クルス(Jessica Cruz)。ラテン系アメリカ人女性。

#### 八代目グリーンランタンの映像作品
アニメ映画
『DC がんばれ!スーパーペット』
声 - ダーシャ・ポランコ | 日本語吹替 - 小若和郁那
『ニンジャバットマン対ヤクザリーグ』
声 - 佐倉綾音
アニメシリーズ
『My Adventures with Green Lantern』（TBA）
声 - TBA

## ガーディアンズとコァ
太古の昔、宇宙の中心にある惑星オア（OA)で発達した超科学により繁栄を謳歌していた異星人種族がいた。
今から約44億年前、彼らの科学者の一人が、タブーとされていた「現在の宇宙創世以前の宇宙」の観察を試みるが、実験に失敗する。その結果、次元を揺るがす大爆発がおこり、この宇宙と隣接したアンチマター・ユニバースから、後に「悪」と名付けられる波動がこの宇宙に流出し始めた。オア人たちはこの事件を自らの原罪とし、ガーディアンズ・オブ・ザ・ユニバース（Guardians of the Universe）を名乗って、全宇宙の平和を守ることを誓う。
宇宙に秩序をもたらすことを使命としたガーディアンズは、まず混沌の存在である“魔法”を宇宙中から集め、ある恒星の内部に封印する（この“魔法”は後に自我を持ち、自らをスターハート(Starheart)と名乗るようになる）。
次にガーディアンズは、宇宙全域を守護する超警察機構、グリーンランタン・コァ（Green Lantern Corps）を創設する。これは全宇宙を惑星オアを中心とした3,600の宙域（セクター）に分け、各セクターにひとりのコァ隊員を派遣して平和の維持に当たらせるものである。各隊員には、着用者の意志を具現化させるパワーリングと、リングにエネルギーをチャージするランタンに似たパワーバッテリーが与えられた。

## 書誌情報
Vol.1 1941年～1949年　全38号
Vol.2 1960年～1972年、1976年～1988年　全224号
Vol.3 1990年～2004年　全181号
Vol.4 2005年～2011年　全67号
Vol.5 2011年～

### 翻訳
- グリーンランタン/グリーンアロー
- グリーンランタン：シークレットオリジン
- グリーンランタン：リバース（英語版）
- グリーンランタン：シネストロ・コァ・ウォー Vol.1
- グリーンランタン：シネストロ・コァ・ウォー Vol.2
- ブラッケスト・ナイト

## その他のメディア

### 映画
- グリーン・ランタン (2011年)

### ドラマ
- Lanterns (TBA)

### アニメ
- スーパーマン
- ジャスティス・リーグ
- ザ・バットマン
- バットマン:ブレイブ&ボールド
- ヤング・ジャスティス
- グリーンランタン
- DCスーパーヒーロー・ガールズ
- ジャスティス・リーグ・アクション

### OVA
- Green Lantern: First Flight (2009年)[5]
- Green Lantern: Emerald Knights (2011年)[6]

### ゲーム
- モータルコンバット vs. DCユニバース (2008年)
- DCユニバースオンライン (2011年)
- インジャスティス:神々の激突 (2013年)
- インジャスティス2 (2017年)